# Arrest Felix/Aruba
Het arrest Felix/Aruba (HR 27 november 1992, NJ 1993/287) is een arrest van de Nederlandse Hoge Raad dat betrekking heeft op (1) precontractuele aansprakelijkheid en (2) toedoen en schijn van vertegenwoordigingsbevoegdheid.

## Casus
In een schriftelijke overeenkomst met een lokale sportvliegersvereniging werd vastgelegd dat Felix de huurovereenkomst van een oud stationsgebouw op de internationale luchthaven "Reina Beatrix" op Aruba zou kunnen overnemen. In april 1986 heeft Felix de huurovereenkomst en achterstallige huurschuld daadwerkelijk overgenomen; daarna verzorgt hij gedurende een half jaar de afhandeling van kleinere vliegtuigen op de luchthaven. Dit alles gebeurt met klaarblijkelijke, stilzwijgende goedkeuring van de luchthavenmeester van het vliegveld. Dan besluit de Arubaanse minister van Vervoer en Communicatie dat in het vervolg het vervoer op de luchthaven van bemanningsleden en/of passagiers van de kleinere vliegtuigen nog uitsluitend door Air Aruba NV mag worden uitgevoerd.

Felix vordert vergoeding van door hem geleden verlies en gederfde winst. Het land Aruba voert als verweer dat aan Felix nooit enige toezegging is gedaan, dat de luchthavenmeester niet bevoegd was om enige toezegging te doen en dat derhalve diens uitspraken niet bindend waren.

## Rechtsvraag
- Heeft Felix recht op schadevergoeding uit precontractuele aansprakelijkheid? (Ja.) Omvang?
- Is twijfel omtrent de bevoegdheid van de luchthavenmeester om Aruba te vertegenwoordigen voldoende reden om Felix het recht op schadevergoeding (deels) te ontzeggen?

## Procesgang
Het gerecht in eerste aanleg op Aruba wijst de vordering toe en veroordeelt Aruba tot het vergoeden van zowel het geleden verlies als de gederfde winst (positief contractsbelang).
Het Gemeenschappelijk Hof van Justitie van de Nederlandse Antillen en Aruba bevestigt dit vonnis, met dien verstande dat de te vergoeden schade beperkt wordt tot het geleden verlies (negatief contractsbelang), zodat de gederfde winst buiten beschouwing blijft.

Felix gaat in cassatie bij de Nederlandse Hoge Raad. Het land Aruba gaat incidenteel in cassatie.

## Hoge Raad
De Hoge Raad oordeelt dat:

In geval van onderhandelingen tussen een overheidsfunctionaris en een derde die in de onjuiste veronderstelling verkeert dat deze functionaris ten aanzien van de desbetreffende materie bevoegd is de overheid te binden, zich omstandigheden kunnen voordoen, waaronder die onjuiste veronderstelling voor rekening van de overheid dient te komen. Daarbij valt niet alleen te denken aan het geval dat de onjuiste veronderstelling is gewekt door een gedraging van het wel bevoegde overheidsorgaan, maar ook aan factoren als: de positie die de handelende functionaris binnen de organisatie van de overheid inneemt en diens gedragingen, de omstandigheid dat die organisatie en/of de verdeling van de bevoegdheden over de verschillende organen van de overheid, als gevolg van onduidelijkheid, onoverzichtelijkheid of ontoegankelijkheid van de desbetreffende regelingen, voor buitenstaanders ondoorzichtig zijn, alsmede eventuele nalatigheid van de zijde van de overheid om de derde tijdig op de onbevoegdheid van de functionaris opmerkzaam te maken.

Op deze gronden werd het arrest van het Gemeenschappelijke Hof van Justitie van de Nederlandse Antillen en Aruba vernietigd en is de zaak terugverwezen naar hetzelfde hof.

## Belang
Het arrest heeft zijn plaats gekregen in een reeks arresten over het leerstuk van precontractuele aansprakelijkheid. In dit geval is de precontractuele fase stukgelopen op vertegenwoordiger die buiten zijn bevoegdheid is getreden en een wijziging van beleid van hogerhand.
Artikel 3:61 lid 2 Burgerlijk Wetboek stelt dat iemand die bij de wederpartij de suggestie heeft gewekt aan een tussenpersoon een volmacht te hebben gegeven (het zogenoemde "toedoen"), aan de rechtshandelingen van de tussenpersoon gebonden is, als ware de volmacht werkelijk gegeven. Blijkens het arrest Felix/Aruba is deze constructie ook van toepassing indien degene die deze suggestie wekt een rechtspersoon is (in dit geval de overheid van Aruba). Daarbij moeten alle omstandigheden worden meegewogen. In dit geval speelt daarbij een bijzondere rol dat de bepalingen in de Beheersverordening Luchthavendienst onduidelijk waren en dat de (wel) bevoegde overheid die op de hoogte was van de activiteiten van Felix had nagelaten hem te waarschuwen omtrent de onbevoegdheid van de luchthavenmeester.